# Subaugusta (métro de Rome)
Subaugusta est une station de la ligne A du métro de Rome. Elle est située sur la via Tuscolana.

## Situation sur le réseau
Établie en souterrain, la station Subaugusta de la ligne A du métro de Rome, est située entre les stations Giulio Agricola en direction de Battistini, et Cinecittà en direction d'Anagnina.

## Histoire
La station Subaugusta est mise en service le 19 février 1980, lors de l'ouverture de l'exploitation de la première section, de la ligne A, entre les stations Ottaviano - San Pietro - Musei Vaticani et Cinecittà.